# Alter Kacyzne

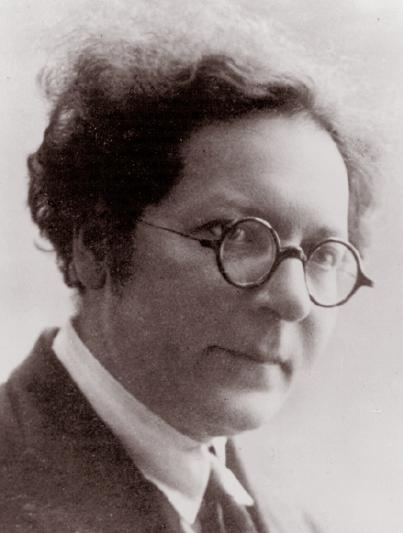
Alter Kacyzne

Alter Kacyzne (* 31. Mai 1885 in Wilna, Russisches Kaiserreich; † 7. Juli 1941 in Tarnopol, heutige Ukraine) leistete wesentliche Beiträge zur jiddischen Literatur, machte sich jedoch vor allem als Fotograf des jüdischen Volkes im Polen der 1920er und 1930er Jahre verdient.

## Leben
Kacyzne wurde in eine arme Handwerkerfamilie geboren. Sein Vater war Maurer, die Mutter Näherin, der Großvater Schmied. Zwar besuchte er einige Jahre einen traditionellen Cheder und eine russisch-jüdische Gesamtschule, seine umfassenden Sprachkenntnisse in Russisch, Polnisch, Deutsch und Französisch neben Jiddisch und Hebräisch erwarb er sich in späterer Zeit autodidaktisch.
Nach dem frühen Tod seines Vaters wurde er vierzehnjährig zu einem Fotografen ins südukrainische Jekaterinoslaw in die Lehre geschickt. Dort begann er Gedichte in russischer Sprache zu schreiben, von denen zwei 1909 in der russischen Zeitschrift Jewreiski mir (Jüdische Welt) veröffentlicht wurden. In diese Zeit fällt auch die Heirat mit seiner Frau Chana Chaczanow.
Beeinflusst durch die Erzählungen von Leib Peretz, einem Wegbereiter der modernen jiddischen Literatur, übersiedelte Kacyzne 1910 mit seiner Frau nach Warschau und wurde dessen Schüler. Beginnend mit dem Jahr 1918 erschienen bis zu seinem Schaffensende zahlreiche jiddische Gedichte, Dramen, Erzählungen, ein Roman, Drehbücher, Essays, Reiseberichte und Feuilletons.
Kacyzne gründete und verlegte mehrere Zeitschriften und war Vorsitzender des jiddischen PEN, arbeitete mit diversen Theatergruppen und jiddischen Filmschaffenden zusammen. Sein um 1920 erworbenes Sommerhaus in der näheren Umgebung Warschaus war zeitweise ein Literatentreffpunkt: Israel Joshua Singer sowie dessen berühmterer jüngerer Bruder Isaac Bashevis Singer gehörten zu den Gästen.
Bis zur Flucht seiner Familie 1939 aus Warschau betrieb Alter Kacyzne ein florierendes Fotoatelier. Auch auf seinen Lese- und Vortragsreisen, die ihn in die entlegensten Winkel Polens führten, war die Kamera sein ständiger Begleiter, sodass im Laufe der Jahre ein umfangreiches Archiv von Fotografien des täglichen Lebens quer durch alle Gesellschaftsschichten entstand. Seine historisch wertvolle Sammlung wurde jedoch während der Nazi-Okkupation vernichtet, abgesehen von einer Auswahl von etwa 700 Bildern, die er größtenteils als Beiträge für die jiddische Tageszeitung Forverts nach New York gesandt hatte. Als Fotograf bereiste er auch Rumänien, Italien, Palästina, Spanien und Marokko.
Obwohl sich am Vorabend des Zweiten Weltkriegs die Ausreisepapiere für die USA in Kacyznes Hand befanden, konnte er sich nicht zum Verlassen der Heimat entscheiden. Erst nach dem deutschen Überfall auf Polen im September 1939 flüchtete Kacyzne von Warschau ins sowjetisch besetzte Lemberg. 1941 überfiel die deutsche Wehrmacht Lemberg: Frau Khana und die Tochter Sulamita blieben zurück, während Kacyzne mit Tausenden anderen zu Fuß nach Tarnopol flüchtete.
In der mittlerweile von den Nazis besetzten Stadt wurde Alter Kacyzne am 7. Juli auf dem Jüdischen Friedhof von einem ukrainischen Kollaborateur zu Tode geprügelt. Der 1945 veröffentlichte Augenzeugenbericht des jiddischen Dichters Nachman Blitz, der den ukrainischen Pogrom überlebt hatte, war eine der ersten Schilderungen über die Gräuel der nationalsozialistischen Judenvernichtung. Während Kacyznes Tochter Sulamita den Weltkrieg überlebte und ihr Leben dem Nachlass ihres Vaters widmete, wurde seine Frau Chana im Vernichtungslager Belzec ermordet.

## Werke

### Bücher
- Shtarke und shvache. 1930, Roman.
- Poyln. Eine untergegangene jüdische Welt. Herausgegeben von Marek Web, Aufbau-Verlag, Berlin 2000, ISBN 3-351-02497-5.
- Alter Kacyzne als Schriftsteller. Original und übersetzt. Eine kleine Bücherschau. Katalog zur Ausstellung zum VIII. Symposium für jiddische Studien in Deutschland Hg. Ane Kleine & Nora Hahn. Universität Trier (56 S). Zugleich Sonderheft der "Jiddistik Mitteilungen. Jiddisch in deutschsprachigen Ländern", ISSN 0947-6091.

### Theaterstücke
- Dukus. 1925 (Der Herzog)
- Hurdus. 1926 (Herodes)
- Dem yidn's opere. 1937 (Judenoper)
- Shvartsbard. 1937 (über Scholom Schwartzbard)